# Massaker von Rechnitz

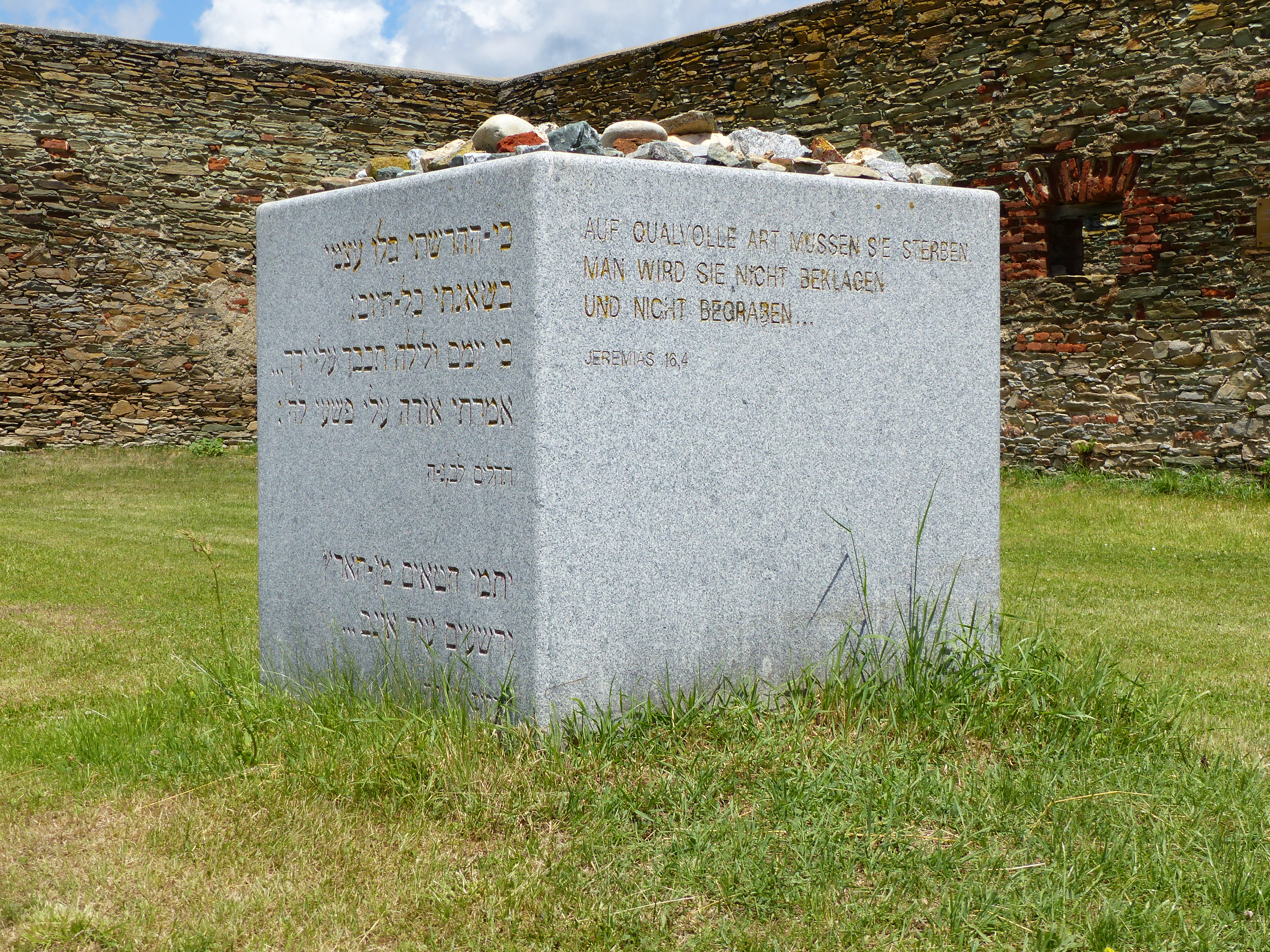
Gedenkstätte, die an die jüdischen Opfer erinnert

Beim Massaker von Rechnitz wurden am 24. und 25. März 1945 vermutlich an die 200 ungarisch-jüdische Zwangsarbeiter in der Nähe des Schlosses Rechnitz bei Rechnitz im Burgenland ermordet. Das Massaker war eines der Endphaseverbrechen kurz vor Kriegsende.

## Vorgänge
In der Umgebung von Rechnitz wurden in den letzten Tagen des Zweiten Weltkriegs mit der Bahn etwa 600 Zwangsarbeiter, vor allem ungarische Juden, von Kőszeg nach Burg transportiert, um bei der Errichtung des so genannten Südostwalls Hitlers eingesetzt zu werden. Etwa 200 von ihnen, die erschöpfungs- und krankheitsbedingt nicht mehr arbeiten konnten, wurden jedoch bis nach Rechnitz zurücktransportiert.
In der Nacht vom 24. auf den 25. März 1945, dem Palmsonntag, wurden 180 von ihnen von Teilnehmern eines von Margit von Batthyány, Tochter Heinrich Thyssens, und ihrem Mann Graf Ivan von Batthyány, Sohn von Ladislaus Batthyány-Strattmann, abgehaltenen Schlossfestes erschossen. Das Massaker ereignete sich nur zehn Tage, bevor die Rote Armee Rechnitz erreichte. Die Toten mussten von 16 Zwangsarbeitern vergraben werden, die eigens zu diesem Zweck zunächst verschont worden waren, danach aber ebenfalls erschossen wurden.
In der Anklageschrift der Staatsanwaltschaft Wien im Jahre 1947 hieß es:

„Die Opfer mussten zuerst – […] – ihre Überkleider ausziehen und sich an den Rand einer auf freiem Feld in der Nähe des Schlachthauses bereits ausgehobenen Grube setzen; […]; dann wurden sie erschossen, ein Teil von ihnen vielleicht auch erschlagen […]“

Hauptverantwortlich für das Massaker sollen der örtliche Gestapoführer Franz Podezin sein, der sich durch Flucht der Justiz entzog – er wurde zuletzt 1963 in Südafrika lebend gesehen –, sowie der Gutsverwalter Hans Joachim Oldenburg, mit dem die Gräfin Batthyány ein Verhältnis gehabt haben soll. Insgesamt sollen zehn Personen an der Ermordung beteiligt gewesen sein.
In der Nachkriegszeit wurde ein Verfahren eröffnet, das nur wenige Ergebnisse brachte. Während des Verfahrens wurden zwei Zeugen ermordet; diese Fälle konnten aber nie aufgeklärt werden. Deshalb ist nicht zu beweisen, ob die Morde im Zusammenhang mit dem Massaker standen oder andere Streitigkeiten vorlagen. Die Akten der Volksgerichtsverfahren „Rechnitz I“, „Rechnitz II“ und „Rechnitz III“ werden heute im Wiener Stadt- und Landesarchiv aufbewahrt.

## Suche nach den Opfern
Ende der 1960er-Jahre beauftragten das österreichische Bundesministerium für Inneres und der Volksbund Deutsche Kriegsgräberfürsorge eine erneute Suche nach dem Massengrab, die bei einer Grabung unter Leitung von Horst Littmann im Frühjahr 1970 zum Fund von achtzehn Leichen am Hinternpillenacker in der Nähe des Schlachthauses führte. Es waren die sterblichen Überreste der als Totengräber für die zuvor Ermordeten missbrauchten Zwangsarbeiter, sie wurden auf dem jüdischen Friedhof in Graz bestattet, Littmann wurde anonym mit dem Tod bedroht.

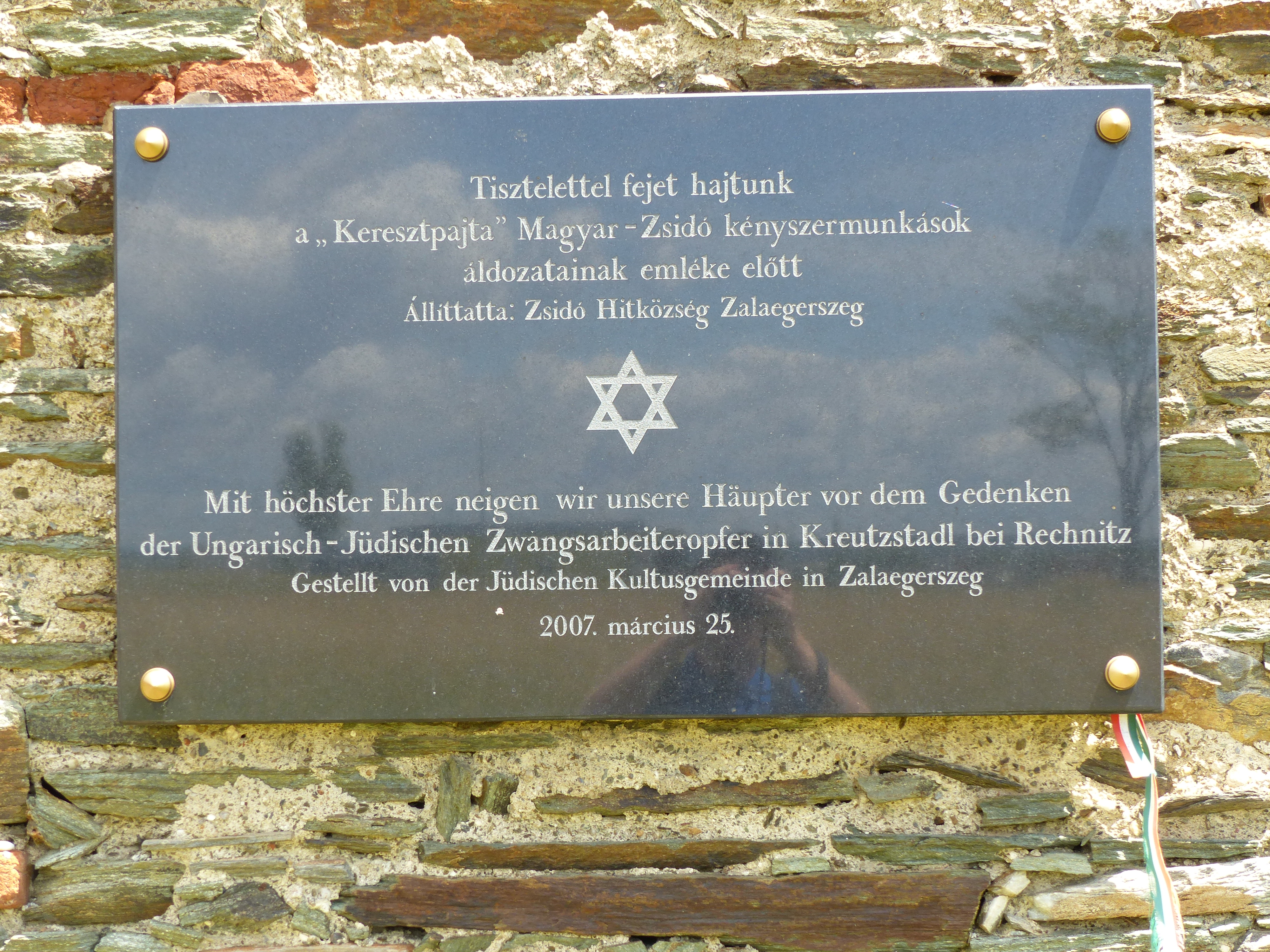
Gedenktafel am Kreuzstadl aus dem Jahr 2007

Nach den Überresten der ca. 180 ermordeten Zwangsarbeiter wird noch immer gesucht. Man vermutet den Tatort beim Kreuzstadl, heute nur noch die Ruine eines ehemaligen Gehöfts. Trotz intensiver Suche und Grabungen in den Jahren 1966 bis 1969, 1993, 2017, 2019 und 2021 konnte der Ort des Massengrabes nicht gefunden werden. Nach einer weiteren erfolglosen Grabung im Frühjahr 2021 sind etwa 20 Prozent der dafür in Frage kommenden, rund 300.000 m² großen Fläche, untersucht; das Bundesdenkmalamt hat angekündigt, die Suche nicht fortsetzen zu wollen.

## Aufarbeitung und Rezeption
Die Geschehnisse um den Kreuzstadl und die jahrelange Suche nach dem Massengrab in Rechnitz wurden 1994 im Dokumentarfilm Totschweigen (A Wall Of Silence) von Margareta Heinrich und Eduard Erne dargestellt.
Auch das am 24. März 1995 in Oberwart uraufgeführte Stück März. Der 24. des burgenländischen Autors Peter Wagner handelt vom Massaker.
Die österreichische Historikerin Eva Holpfer bearbeitete den Fall 1998 in einer Diplomarbeit.
Die Frankfurter Allgemeine Zeitung publizierte am 18. Oktober 2007 den Artikel „Massaker von Rechnitz“ des britischen Journalisten David R. L. Litchfield, der ein Buch über die Familie Thyssen veröffentlicht hatte.
Der Historiker Wolfgang Benz äußerte Skepsis an Litchfields These, das Massaker sei zur Unterhaltung der Party-Gäste Margit von Batthyánys veranstaltet worden, die jedoch wiederum von anderer Seite verteidigt wird.
Das am 28. November 2008 in den Münchner Kammerspielen uraufgeführte Theaterstück „Rechnitz (Der Würgeengel)“ der österreichischen Nobelpreisträgerin Elfriede Jelinek beschäftigt sich, unter Bezug auf den Film Der Würgeengel von Luis Buñuel, mit den Geschehnissen rund um das Massaker. Das Stück erhielt am 3. Juni 2009 den Mülheimer Dramatikerpreis für das beste neue deutschsprachige Stück der Theatersaison 2008/2009.
Am 12. Dezember 2009 veröffentlichte Das Magazin unter dem Titel Ein schreckliches Geheimnis einen Artikel von Sacha Batthyany, einem Großneffen von Margit Batthyány-Thyssen. Gemäß seinen Recherchen gibt es weder Beweise noch Zeugen dafür, dass seine Großtante persönlich an der Erschießung der Juden beteiligt war; hingegen wusste sie vom Massaker, sie deckte die Täter oder verhalf ihnen zur Flucht.
Aus Anlass der 70. Wiederkehr des Massakers von Rechnitz im Jahr 2015 produzierten Timo Novotny und Alfred Weidinger den Dokumentarfilm „Árpad und Géza“.
Am 6. Februar 2016 veröffentlichte Das Magazin unter dem Titel Und was hat das mit mir zu tun? eine Korrespondenz zwischen Sacha Batthyany und einem Kollegen das Buch betreffend, das Batthyany über das Geschehene geschrieben hat. Das Buch mit dem gleichen Titel wie die publizierte Korrespondenz erschien im Februar 2016.
Regisseur Amichai Greenberg verarbeitete das Massaker im Spielfilm Das Testament (2017).
Die Schriftstellerin Eva Menasse verarbeitete 2021 die „Spätwirkung“ des Massakers und die Kontroversen um die Erinnerungskultur im Roman Dunkelblum als fiktionalisiertem Ort. Dabei beschreibt sie in einem „Vergangenheitsaufarbeitungsthriller“ (Ijoma Mangold) die mühsame Überwindung der „Indolenz“ der Rechnitzer Bürger und bedient sich deren Zeitzeugnisse, „aber nicht um einen historischen Einzelfall zu rekonstruieren, sondern um das – man muss es so düster sagen – menschlich Universale daran herauszuarbeiten.“

## Gedenkstätte Kreuzstadl

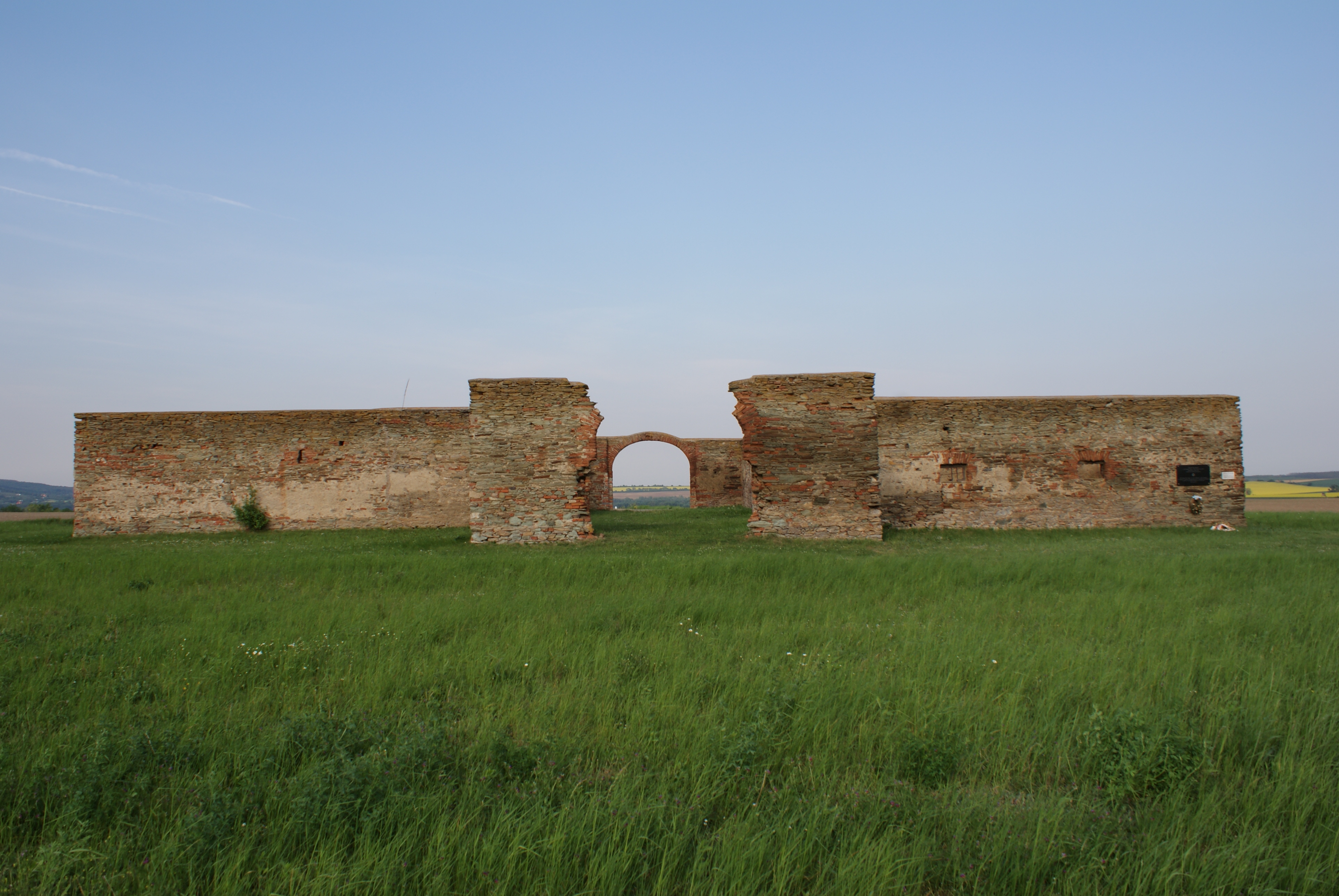
Kreuzstadl Westseite (2009)

Um den Erhalt des Kreuzstadls als Mahnmal für alle Opfer des Südostwallbaus bemüht sich seit Anfang der 1990er-Jahre die Rechnitzer Flüchtlings- und Gedenkinitiative RE.F.U.G.I.U.S. (in Anlehnung an das lateinische Wort refugium für Zufluchtsort), die 1991 gegründet wurde.
Der Kreuzstadl konnte 1993 aufgrund einer Spendenaktion von Marietta Torberg (Gattin von Friedrich Torberg), dem Bildhauer Karl Prantl und David Axmann angekauft und an den Bundesverband Israelitischer Kultusgemeinden übergeben werden. Die Ruine des Kreuzstadls ist als Mahnmal gestaltet worden, an dem jährlich am Palmsonntag eine Gedenkveranstaltung abgehalten wird. 2019 wurde die Feier am 24. März abgehalten. An ihr nahmen Landtagspräsidentin Verena Dunst sowie der Botschafter Ungarns Andor Nagy und die Botschafterin Israels Talya Lador-Fresher teil.
Neben dem Kreuzstadl wurde am 25. März 2012 ein Open-Air-Museum eröffnet – fünf Stelen mit Videos vor einer gebogenen Wand mit Texten in Deutsch, Englisch und Ungarisch. Eine Fläche ist noch frei und soll erst gestaltet werden, wenn das Grab gefunden worden ist.